# کارول آدامز
کارول آدامز (زاده ۱۹۵۱) فمینیست و فعال حقوق حیوانات آمریکایی است. او مؤلف چندین کتاب از جمله سیاست جنسی گوشت و پورنوگرافی گوشت است. کتاب «سیاست جنسی گوشت» (Sexual Politics of Meat) چندین بار بازنشر شده و به زبانهای کره‌ای، چینی، ژاپنی، ایتالیایی، آلمانی، پرتغالی، اسپانیایی و فرانسوی ترجمه‌شده‌است. در یکی از مقاله‌های نیویورک تایمز، این کتاب به‌عنوان کتاب مقدس جامعه وگان توصیف‌شده بود. ازجمله کتاب‌های دیگر آدامز می‌توان به «پورنوگرافی گوشت»، «زنان و حیوانات: تبیین‌های نظری فمینیستی»، «نه مرد نه حیوان: فمینیسم و دفاع از حیوانات»، «زندگی کردن میان گوشت‌خواران» اشاره کرد.

## عقاید
در کتاب سیاست جنسی گوشت، آدامز عنوان می‌کند که در فرهنگ‌های غربی حیوان‌ها تحت ستم هستند و سرکوب می‌شوند. ما با آن‌ها سروکار نداریم، آن‌ها ناپدید می‌شوند و به‌عنوان ابژه یک انسان دوباره ظاهر می‌شوند؛ ابژه‌ای که در مغازه‌های گوشت‌فروشی، یا رستوران‌ها به نمایش گذاشته می‌شود و قرار است خورده شود. فرایند تبدیل‌شدن حیوان‌ها به ابژه ناراحت‌کننده و ناامیدکننده است و آگاهی از آن می‌تواند به خشم و برافروختگی بینجامد. این احساس خشم و برافروختگی می‌تواند زمینه‌ای برای فعالیت علیه فرهنگ گوشت‌خواری باشد. شاید مهم‌ترین کاری که باید در این راستا انجام داد، آگاه ساختن افراد از فرایند تولید فراورده‌های گوشتی و فرهنگ دربردارنده آن است. فرهنگی که گوشت‌خواری و زن‌ستیزی از نمادهای بیرونی و تعریف‌شده آن در سرکوب و سلطه هستند.